# Letterio Cannistraci
Letterio Cannistraci (Messina, 25 gennaio 1900 – Saragozza, 20 gennaio 1939) è stato un militare e aviatore italiano, decorato di medaglia d'oro al valore aeronautico.

## Biografia
Nacque a Messina il 25 gennaio 1900.  Arruolato nel Regio Esercito fu mandato al fronte nel 1918, combattendo nelle fasi finali della prima guerra mondiale. Congedato nel 1920 frequentò il Regio Istituto Tecnico Industriale di Messina conseguendo il diploma di perito industriale. Arruolatosi nella Regia Aeronautica frequentò la Regia Accademia Aeronautica a Livorno, da cui uscì con il grado di sottotenente in servizio permanente effettivo e conseguendo il brevetto di pilota militare, assegnato ai reparti bombardieri.
Partecipò alla Crociera aerea del Mediterraneo Occidentale (1928),  e promosso tenente alla Crociera aerea del Mediterraneo Orientale (1929) da Roma-Odessa.
Fu poi ammesso a frequentare la Scuola di Navigazione Aerea di Alto Mare (NADAM) ad Orbetello. Ai comandi di un idrovolante Savoia-Marchetti S.55TA partecipò alla Crociera aerea transatlantica Italia-Brasile (1931) e poi su un S.55X alla Crociera aerea del decennale (1933). Il 22 gennaio 1931 fu insignito della medaglia d'oro al valore aeronautico, e il 9 aprile successivo fu promosso capitano. Divenne maggiore nel 1933.
Promosso tenente colonnello partecipò alla guerra di Spagna come comandante del 25º Gruppo del 111º Stormo da Bombardamento Veloce “Sparvieri” dell'Aviazione Legionaria.  Il 20 febbraio 1939 decollò dall'aeroporto di Valenzuela (Saragozza) a bordo di un aereo da trasporto Savoia-Marchetti S.81 Pipistrello pilotato dal colonnello Mario Vetrella, comandante del 111º Stormo da Bombardamento Veloce “Sparvieri” dal 19 dicembre 1938. L'aereo partì alle 13:36 con destinazione Barcellona, ma a causa di una densa nebbia in fase di decollo entrò in collisione con un cacciabombardiere Breda Ba.65 Nibbio, schiantandosi al suolo e incendiandosi. Assieme a Vetrella e Cannistracci perirono il tenente colonnello Francesco Imperi, comandante del 35º Gruppo del 111º Stormo, il capitano Antonio Miotto, comandante della 65ª Squadriglia Caccia d'Assalto, il tenente Alfredo Anghileri, della 285ª Squadriglia del 30º Gruppo, e il sergente maggiore motorista Marcello Ponticelli, della 281ª Squadriglia del 30º Gruppo. Sopravvisse solo, con gravi ustioni, il 1º Aviere radiotelegrafista Carlo Ficcadenti.